# Ghiacciaio Lovejoy
Il ghiacciaio Lovejoy è un ampio ghiacciaio situato sulla costa di Oates, nella regione nord-occidentale della Dipendenza di Ross, in Antartide. In particolare, il ghiacciaio, il cui punto più alto si trova a circa 1800 m s.l.m., ha origine dall'altopiano polare antartico, da dove discende, partendo dal versante orientale dei monti USARP e scorrendo tra i nunatak Lawson e i nunatak Sample, e quindi tra l'estremità meridionale dell'altopiano di Pomerantz e quella settentrionale della dorsale Daniels, per poi unire il proprio flusso a quello del ghiacciaio Rennick. In prossimità di tale unione, il ghiacciaio Lovejoy forma, assieme al flusso del ghiacciaio Harlin, le grandi cascate di ghiaccio Cariddi.

## Storia
Il ghiacciaio Lovejoy è stato mappato per la prima volta dallo United States Geological Survey grazie a fotografie scattate dalla marina militare statunitense (USN) durante ricognizioni aeree e terrestri effettuate nel periodo 1960-62, e così battezzato dal Comitato consultivo dei nomi antartici in onore del tenente della USN Owen B. Lovejoy, membro della squadriglia aerea VX-6, che in Antartide pilotò un Douglas R4D nei periodi 1962-63 e 1963-64.